# Масляная живопись

Леонардо да Винчи. Портрет госпожи Лизы дель Джокондо. 1503—1519. Дерево, масло. Лувр, Париж

Масляная живопись — одна из живописных техник, в которой используются краски с растительным маслом в качестве основного связующего вещества.

## Технология масляной живописи

### Краски
Масляные краски состоят из сухих пигментов и высыхающего масла. Например, может применяться масло семян льна, мака или грецких орехов.
Современные пигменты разнообразнее пигментов, использовавшихся старыми мастерами, и отличаются по ряду качеств.
Пигменты бывают прозрачные (лессирующие) и укрывистые (покрывные). Прозрачные пигменты прозрачны сами по себе и создают ощущение глянца и глубины в слое краски, а укрывистые непрозрачны и пропускают цвет основы, только если их сильно разбавить, однако не предназначены для лессировок. Прозрачные краски почти не теряют насыщенность при смешивании, укрывистые же быстро сереют — если смешать различные цвета. Старые мастера часто применяли лессировки для создания эффекта эмалевой гладкости живописной поверхности и предпочитали прозрачные краски. На палитрах импрессионистов, наоборот, все краски, за исключением ультрамарина, были укрывистые.
Лучшие краски содержат всего один пигмент в максимальной концентрации. Но иногда, чтобы заменить токсичный, неустойчивый или дорогой пигмент, краску смешивают из нескольких пигментов. Часто такие краски смешиваются для того, чтобы придать красочному слою прозрачность там, где оригинал укрывист. Хотя большинство красок, полученных подобным способом, уступают оригиналу в чистоте и яркости, случается, что грамотно подобранная смесь ярче и чище оригинала. Единственное — в таких красках не должно быть белил, поскольку в таком случае краска будет абсолютно непригодна для тёмных глубоких смесей.
Для производства масляных красок наиболее популярно льняное масло. Лучшим маслом считается масло холодной выжимки. Качественное льняное масло имеет золотистый цвет и не имеет запаха. Для белой и холодных красок часто используется маковое масло, так как оно почти бесцветно, но основанные на нём краски дольше сохнут и могут потрескаться.
На свету и в присутствии воздуха масло «окисляется» и затвердевает, образуя прозрачную водоустойчивую плёнку, удерживающую пигменты. Этот процесс не прекращается в течение 2–3 лет, за которые картина сначала существенно прибавляет в весе, а затем снова его теряет, но «подсохнуть» масло успевает за 4–12 дней. Полностью сухое масло очень хрупко и легко трескается при малейшем изгибе.
Льняное масло желтеет без света. Поэтому картина, долго пролежавшая в шкафу, обязательно пожелтеет. Если выставить пожелтевшую картину на пару недель на солнце, она вернёт свой изначальный цвет. Рафинированное льняное масло устойчивее к пожелтению, но более хрупко. Некоторые пигменты боятся солнца, поэтому картину не следует держать на ярком свету слишком долго.

### Основа и грунтовки
Чаще всего масляными красками пишут на льняном или хлопковом холсте, или на деревянной панели. Чтобы писать масляными красками на холсте, дереве, картоне или другом каком-либо основании, на него сначала наносят грунт, чтобы воспрепятствовать вытеканию масла из красок, обеспечить лучшее сцепление красочного слоя с поверхностью холста и придать основанию определённую фактуру и цвет.
Наиболее популярными являются акриловые грунты как наиболее простые в применении и легкодоступные. Акриловый грунт наносится в 4–5 тонких слоёв на растянутый холст или другую поверхность и полностью высыхает в течение одного дня. Акриловый грунт легко окрашивается в любой цвет с помощью добавления к нему акриловых красок или сухих пигментов. Чтобы воспрепятствовать впитыванию масла в грунт, его покрывают тонким слоем льняного масла или специально предназначенным для этого клеем. От качества грунта напрямую зависят яркость красок и долговечность работы: если грунт чрезмерно впитывает масло, возникает так называемая жухлость красок.
При использовании прозрачных и полупрозрачных красок цвет грунта может определять общий колорит картины, а также, до некоторой степени, может облегчать и ускорять работу над ней (см. Имприматура). Старые мастера умели пользоваться этим.
Вазари указывает, что в Италии эпохи Возрождения писали и на шиферном сланце, причём на нём масляная живопись сохраняется лучше, чем на всех других основах того времени.

### Кисти и другие средства для нанесения краски
Для письма масляными красками наиболее популярны кисти из свиной щетины, использующиеся для грубой работы, и колонок для тонких деталей, а также синтетика. Но писать можно не только кистями, но и мастихином (специальный «нож» или «мастерок», сделанный из нержавеющего металла или пластика), губкой или тряпкой. Некоторые художники писали даже пальцами (Тициан), хотя некоторые пигменты токсичны (свинцовые белила) и легко проникают сквозь кожу.
Краски смешивают на палитре кистью или мастихином. Чтобы избежать химических реакций пигментов и сохранить яркость красок, не следует смешивать более трёх пигментов сразу — к оттенку надо идти кратчайшим путём.
Палитрой может служить деревянная дощечка, вощёная бумага, керамическая плитка или кусок стекла. Лучше использовать стекло, так как оно не впитывает масло, не реагирует с пигментами, легко очищается скребком и, под него можно подложить бумагу такого же цвета что и грунт, что существенно облегчает подбор и смешивание цветов. Также часто используются профессиональные палитры из промасленного дерева, пластика или оргстекла.

### Растворители, лаки и другие
Чтобы разбавить краску или сполоснуть кисти, используют скипидар или любой другой растворитель — достаточно чистый, чтобы полностью испариться, не оставляя жирных пятен или других загрязнителей, способных испортить краску. Сильно разбавлять краску нельзя, так как она может не прилипнуть к предыдущему слою, если в ней не содержится достаточно масла. Минеральные растворители могут способствовать выцветанию краски. В верхних слоях картины для разжижения краски лучше использовать небольшое количество льняного масла.
Растворитель для мытья кистей не выливают, а держат в специальной баночке с двойным дном — второе дно с отверстиями. Пигменты постепенно оседают на дно сквозь отверстия, и растворитель можно использовать снова, не боясь побеспокоить осевшую на дно грязь. Кисти перед мытьём тщательно вытирают тряпкой. После мытья растворителем кисти моют тёплой водой с шампунем и тщательно вытирают, перед тем как убрать. Хранят кисти обычно ставя вертикально в стакане, головой вверх, чтобы они быстрее высыхали и не теряли форму.
Для придания масляным краскам блеска к ним подмешивают специальные лаки и смолы, например даммарную смолу, растворённую во французском терпентине с добавлением сгущённого на солнце льняного масла. Краски могут потрескаться от избытка лака, поэтому лаков и смол не рекомендуется добавлять более десяти процентов от объёма краски.
При работе с лаком следует использовать растворитель, способный данный лак полностью растворить. Если растворитель недостаточно сильный, то некоторые компоненты лака могут не раствориться и выпасть в осадок. Если такой лак смешать с краской, то она, скорее всего, потеряет свой блеск. Иногда этот эффект используют для получения более прозрачного, но в то же время более хрупкого лака.
В современные краски также часто добавляют вещества, ускоряющие высыхание, — так называемые сиккативы. Быстро сохнущие краски очень удобны, но могут потрескаться через несколько лет, когда краска полностью высохнет. Иногда, напротив, используют специальные краски, которые сохнут медленнее; это нашло применение в технике алла прима, подразумевающей выполнение картины за один сеанс.
Картины масляными красками чаще всего пишут, устанавливая холст на мольберте. Мольберты бывают стационарные и переносные. И те, и другие изготавливаются из дерева, металла или пластика. Наиболее популярны деревянные мольберты, поскольку они устойчивее алюминиевых и пластиковых, но в то же время существенно легче стальных.
Законченную полностью высохшую картину часто покрывают лаком, чтобы выровнять тон и защитить картину от разрушения. Один из наиболее популярных лаков — кетоновый. Он легко смывается спиртом в случае повреждения его поверхности.

## История
Широкое применение в Европе масляная живопись получила в начале XV века благодаря искусству нидерландского живописца Яна ван Эйка, хотя изобретателем масляной живописи (как считалось ранее) он всё же не был. Подробнее см. Ранняя нидерландская живопись.
Как выяснилось после разрушения Бамианских статуй Будды, масляная живопись была в ходу уже в VI-VII веках нашей эры
Долгое время считалось, что история живописи маслом ведёт свой отсчёт с XV века, а её родоначальником был нидерландский художник Ян ван Эйк. Джорджо Вазари, автор «Жизнеописаний наиболее знаменитых живописцев, ваятелей и зодчих» назвал ван Эйка изобретателем масляной живописи, позднее это утверждение повторил Карел ван Мандер. Благодаря искусствоведу И. Мериме мнение о Яне ван Эйке как о первооткрывателе живописи маслом, распространилось в специальной литературе. Тем не менее ни одного свидетельства современников художника, что изобретателем нового метода был именно он, до сих пор не известно. Художники и Северной, и Южной Европы работали масляными красками задолго до ван Эйка.

## Примеры известных работ

Донна Велата, Рафаэль, 1516
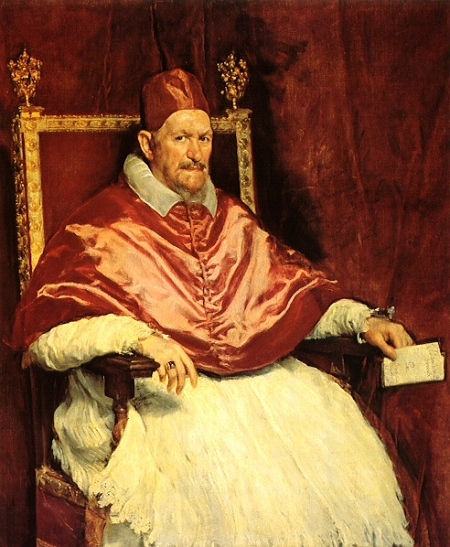
Портрет папы Иннокентия X, Диего Веласкес, ок. 1650
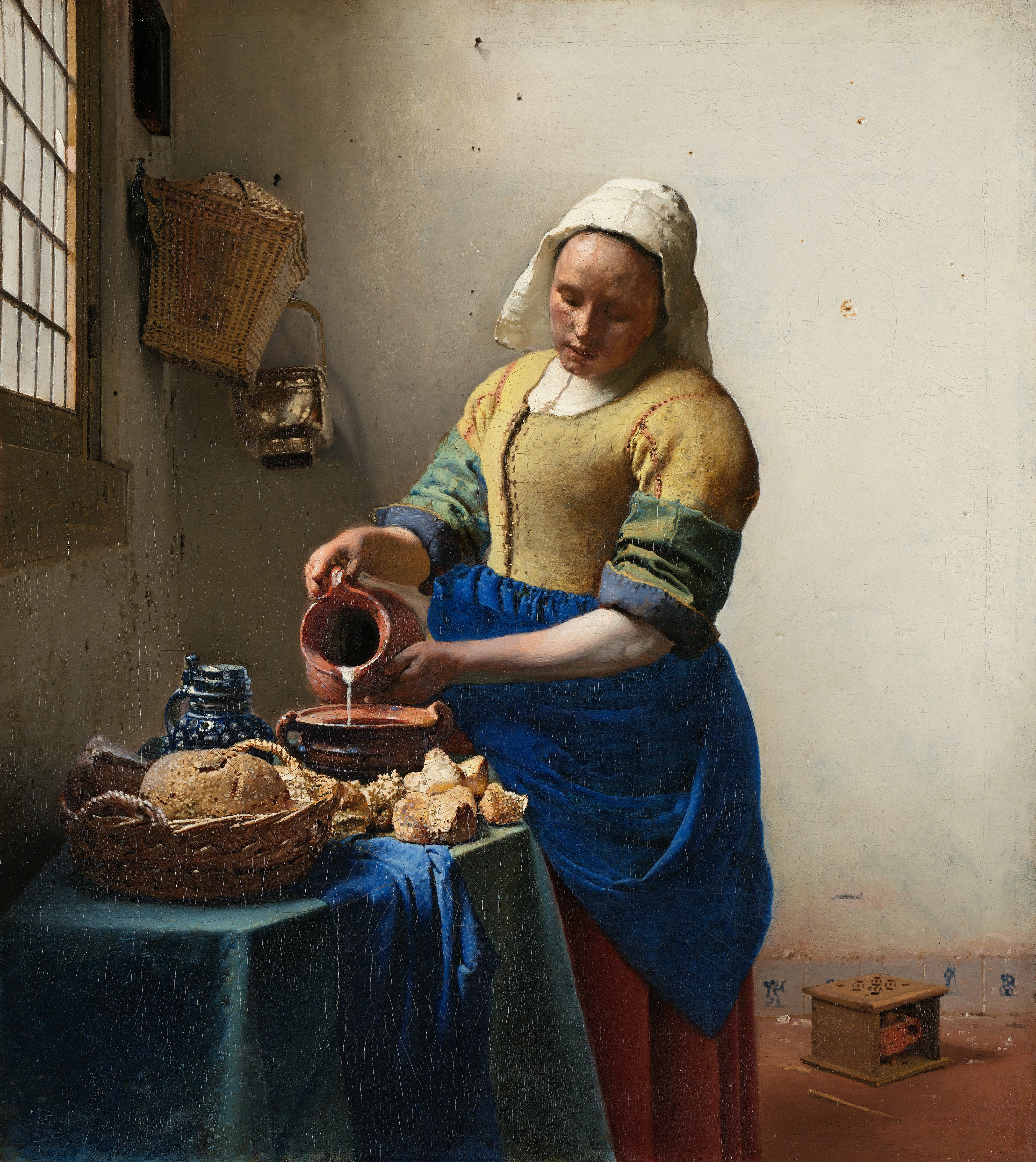
Молочница, Ян Вермеер, 1658–1660
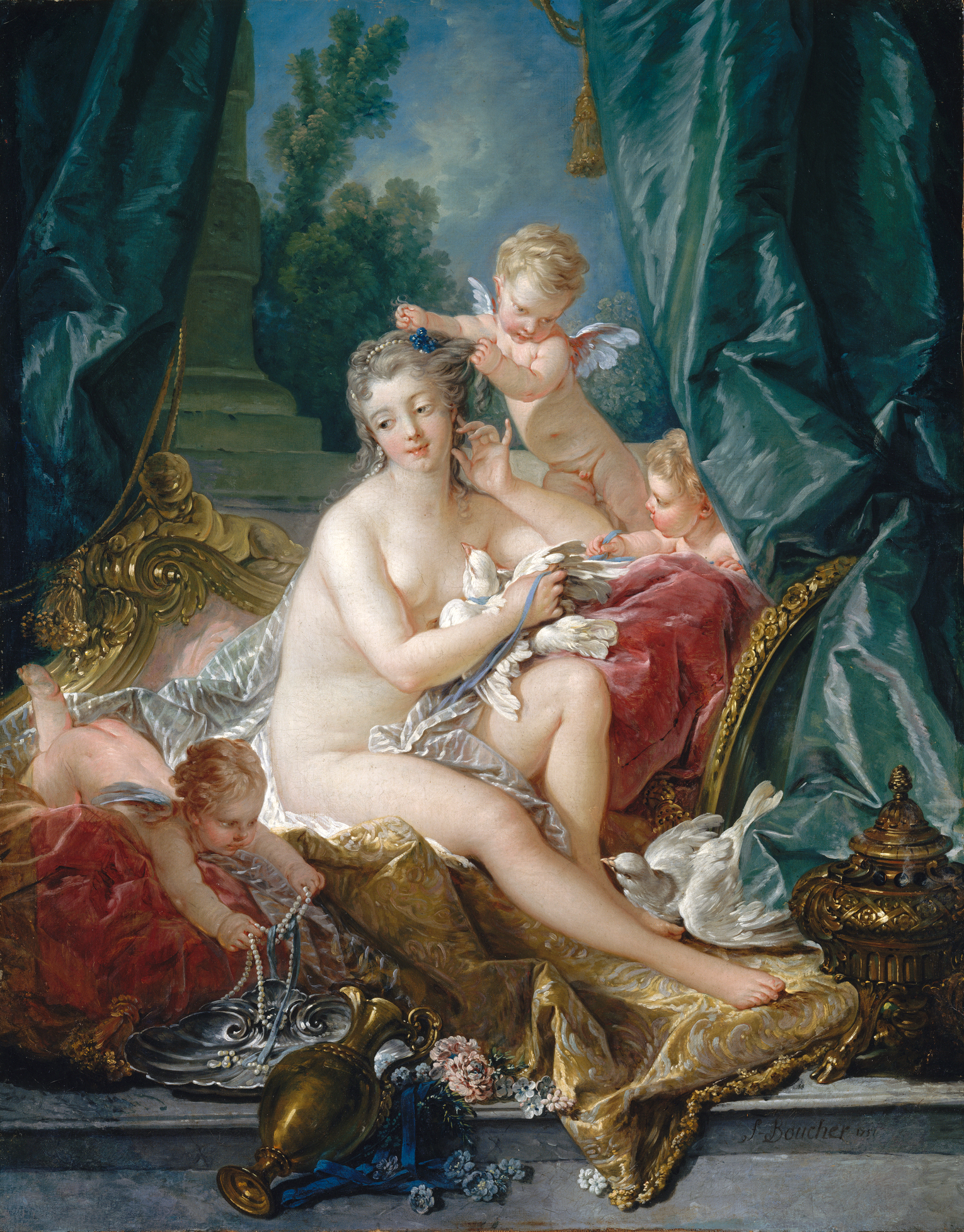
Туалет Венеры, Франсуа Буше, 1751
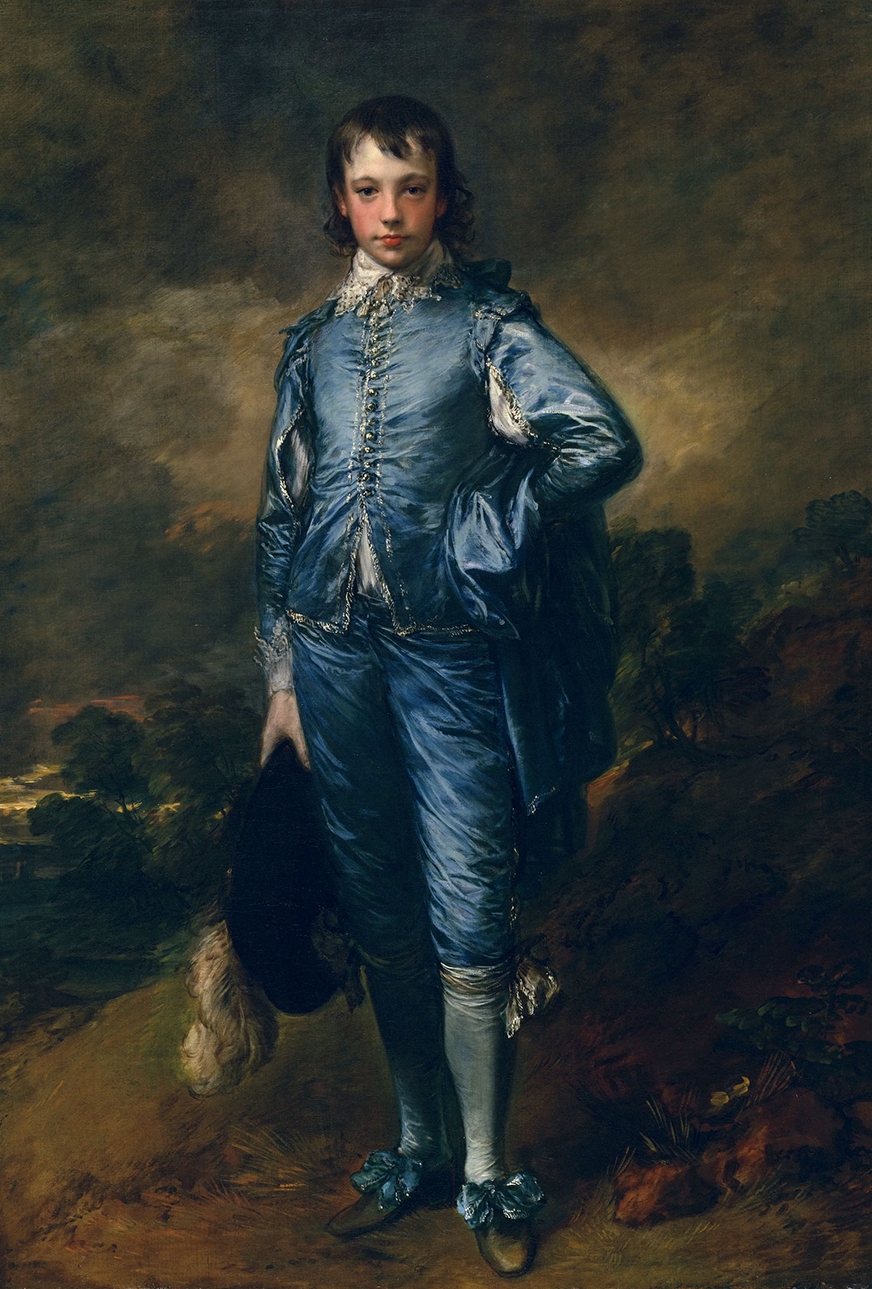
Голубой мальчик, Томас Гейнсборо, 1770
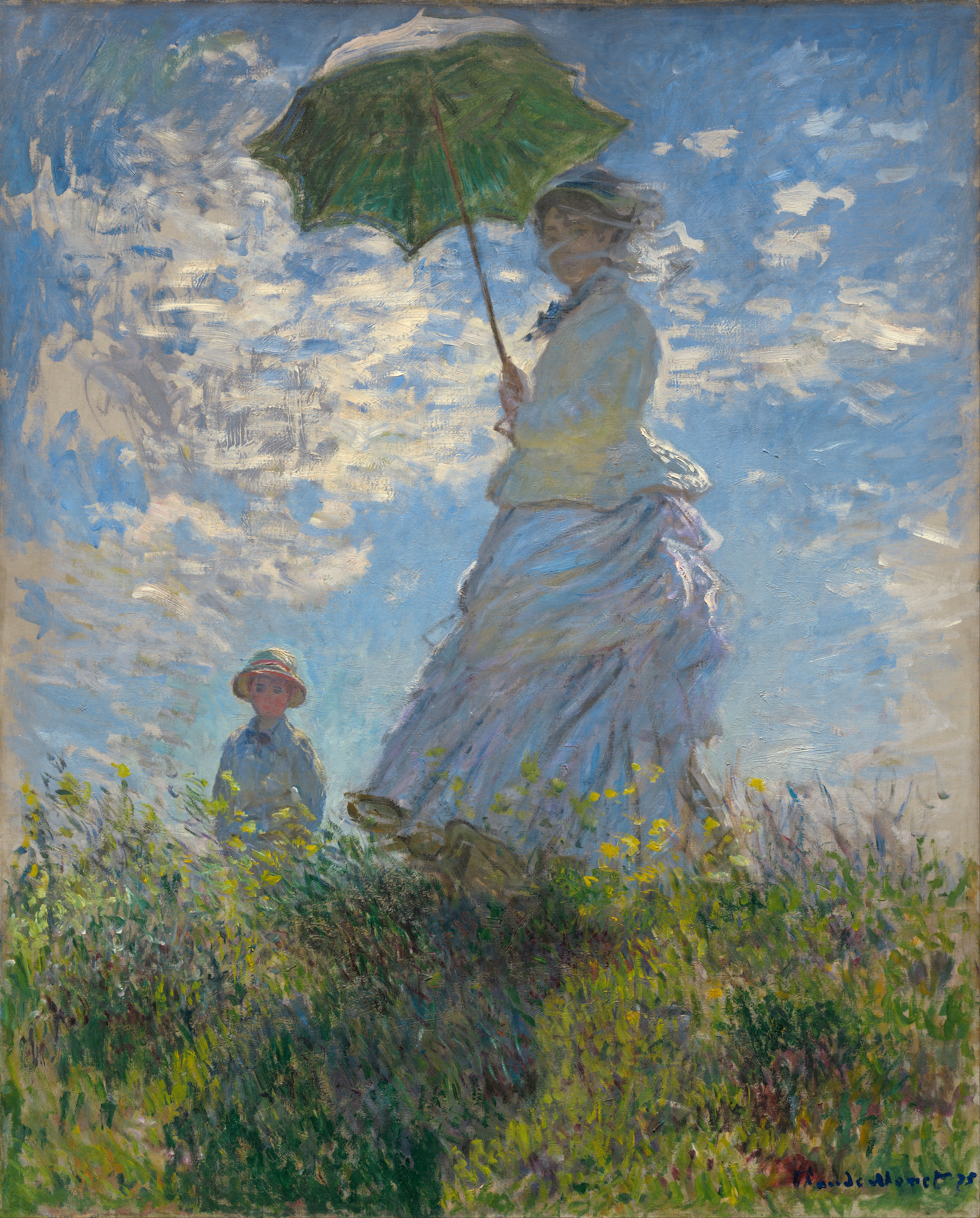
Прогулка. Дама с зонтиком, Клод Моне, 1875
Бал в Мулен де ла Галетт, Пьер Огюст Ренуар, 1876